# About a Girl
About a Girl (с англ. — «О девушке») — песня американской гранж-группы Nirvana, впервые вышедшая в их альбоме Bleach в 1989 году. Также существует акустическая версия песни, вышедшая в альбоме MTV Unplugged in New York и в качестве сингла в 1994 году.

## История
Согласно биографии Nirvana 1994 года Come as You Are: The Story of Nirvana Майкла Азеррада, Курт Кобейн написал «About a Girl» после того, как целый день слушал альбом Meet the Beatles!. Кобейн не хотел включать песню в Bleach, опасаясь того, что она может оттолкнуть тогдашних исключительно гранж-фанов. В интервью 1993 года журналу Rolling Stone с Дэвидом Фрике, он объяснил:

«Мне очень нравилась поп-музыка, мне очень нравились R.E.M., и разные старые исполнители 60-х годов. Но со стороны той общественной, андеграундной среды шло сильное давление — что-то типа давления, которое на тебя оказывают в школе. Так что, было довольно рисковано включить джэнгловую поп-песню типа R.E.M. в гранж-альбом в той среде».
Оригинальный текст (англ.)I was heavily into pop, I really liked R.E.M., and I was into all kinds of old ‘60s stuff. But there was a lot of pressure within that social scene, the underground — like the kind of thing you get in high school. And to put a jangly R.E.M. type of pop song on a grunge record, in that scene, was risky.

Однако продюсеру Bleach Джеку Эндино очень понравилась песня; он считал песню потенциальным синглом. Бутч Виг, спродюсировавший прорывной альбом Nirvana 1991 года Nevermind, в интервью 2004 года журналу NME сказал: «Все говорят об увлечении Курта панк-роком, но он так же был большим поклонником The Beatles, и чем больше времени мы проводили вместе, тем больше становилось заметно влияние их (Битлз) на него (Курта Кобейна)».
«About a Girl» была записана в декабре 1988 года Эндино в Сиэтле, штат Вашингтон. Песня — одна из немногих в первом альбоме группы, которую она исполняла на протяжении всей своей концертной деятельности вплоть до смерти Кобейна в 1994 году. Акустическая версия песни была записана во время выступления группы на телепередаче MTV Unplugged 18 ноября 1993 года в Sony Music Studios, Нью-Йорк. Запись песни была выпущена в посмертном альбоме группы MTV Unplugged in New York в 1994 году, и, как единственный коммерческий сингл этого альбома, достигла первой позиции в хит-параде Modern Rock Tracks.

## Текст песни
Согласно Чэду Ченнингу, ударнику Nirvana в периоды с 1988 по 1990 гг., у Кобейна не было названия для песни когда он впервые сыграл её в студии. Когда Ченнинг спросил о чём была песня, Кобейн ответил: «О девушке». Девушкой была Трейси Марандер, с которой Кобейн жил в то время. Песня рассказывает о сложных отношениях пары, обусловленные тем, что Кобейн отказывался устраиваться на работу или совместно выполнять обязанности по уборке квартиры (в которой он держал много своих животных). Во время споров по этому вопросу, Кобейн иногда угрожал, что перейдет жить в машину, после чего Марандер, как правило, успокаивалась. Кобейн никогда не говорил Марандер, что он написал «About a Girl» для неё. В фильме Ника Блумфилда 1998 года «Курт и Кортни», Марандер сказала, что узнала, что песня была написана для неё, только после прочтения Come as You Are: The Story of Nirvana.

## Список композиций
Обе песни сингла написаны Куртом Кобейном.
1. «About a Girl» (Live)
2. «Something in the Way» (Live)

## Позиции в чартах

### Сингл-чарты
| Чарт (1994)              | Позиция |
| ------------------------ | ------- |
| Australian Singles Chart | 4       |
| Belgian Singles Chart    | 13      |
| Dutch Singles Chart      | 22      |
| Finland Singles Chart    | 8       |
| French Singles Chart     | 23      |
| Sweden Singles Chart     | 20      |

### Airplay-чарты
| Чарт (1992)                               | Позиция |
| ----------------------------------------- | ------- |
| Polish Airplay Chart                      | 3       |
| Чарт (1993)                               | Позиция |
| French Airplay Chart                      | 9       |
| Чарт (1994)                               | Позиция |
| Canadian National Airplay Chart           | 9       |
| Finland Mitä hittiä Chart                 | 7       |
| Triple J Hottest 100 (Australia)          | 7       |
| U.S. Billboard Hot Mainstream Rock Tracks | 3       |
| U.S. Billboard Hot Modern Rock Tracks     | 1       |
| U.S. Billboard Top 40 Mainstream          | 29      |
| U.S. Billboard Hot 100 Airplay (U.S.)     | 22      |